# Tone Bantan
Tone Bantan, slovenski kmetijski strokovnjak in zadružni delavec, * 17. januar 1909, Marno, † 13. april 1971, Dol pri Hrastniku.
Končal je srednjo kmetijsko šolo v Mariboru in se pred 2. svetovno vojno zaposlil v kmetijski zadrugi Dol pri Hrastniku. Po vojni je končal študij na Biotehniški fakulteti v Ljubljani in si pridobil naziv kmetijskega inženirja, bil upravnik kmetijske zadruge na Dolu, služboval pri Glavni zadružni zvezi v Ljubljani, zadnja leta pred upokojitvijo pa vodil kmetijsko zadrugo v Trbovljah. Pri svojem delu se je posvečal posodabljanju kmetijske proizvodnje. Poleg številnih člankov, objavljenih v strokovnem tisku, je napisal prvo slovensko knjigo o kmetijskem strojništvu Kmetijski stroji in orodje.